# ستيفن بيشتل سينيور
ستيفن بيشتل سينيور (بالإنجليزية: Stephen David Bechtel, Sr.)‏ هو شخصية أعمال ومهندس أمريكي، ولد في 24 سبتمبر 1900 في أورورا في الولايات المتحدة، وتوفي في 14 مارس 1989 في أوكلاند في الولايات المتحدة.

## الوفاة والإرث
توفى في 1989 ودفن في مقبرة ماونتن فيو ‏ في أوكلاند، كاليفورنيا.
عدّته مجلة تايم ضمن أكثر 100 شخص بارز في القرن العشرين.

## وصلات خارجية
- ستيفن بيشتل سينيور على موقع الموسوعة البريطانية (الإنجليزية)
- ستيفن بيشتل سينيور على موقع إن إن دي بي (الإنجليزية)